# ۲۰۰ کیلومتر بر ساعت در خلاف جهت ترافیک
۲۰۰ کیلومتر بر ساعت در خلاف جهت ترافیک (روسی: 200 По Встречной، تلفظ: ˈdvʲestɪ pɐfˈstrʲet͡ɕnɐj، به معنای: ۲۰۰ [کیلومتر بر ساعت] در خلاف جهت ترافیک) نخستین آلبوم استودیویی گروه دونفرهٔ روسی تتو است. این آلبوم در ۲۱ مه ۲۰۰۱ توسط نِفُرمت رکوردز و یونیورسال میوزیک روسیه در روسیه، اوکراین و لهستان منتشر شد و نسخهٔ بازنشرشدهٔ آن به صورت جهانی در ۲۳ ژوئن ۲۰۰۳ توسط یونیورسال میوزیک روسیه عرضه شد. نسخهٔ بازنشرشدهٔ آلبوم با طراحی جلد آلبوم جدید و چند قطعهٔ اضافه در ۱۵ فوریه ۲۰۰۲ منتشر شد. این پروژه توسط ایوان شاپووالوف، مدیر و تهیه‌کنندهٔ گروه، پس از موفقیت یولیا ولکوا و لنا کاتینا در گروه کودکانهٔ Neposedy شکل گرفت. آن‌ها موفق شدند قراردادی با یونیورسال میوزیک روسیه برای تولید نخستین آلبوم خود امضا کنند. ضبط آلبوم بین سال‌های ۱۹۹۹ تا ۲۰۰۰ انجام شد و تهیه‌کنندگی و همکاری در آهنگسازی آن نیز بر عهدهٔ شاپووالوف بود.

## جدول‌های موسیقی
| جدول (۲۰۰۱–۲۰۰۳)                    | بالاترین جایگاه |
| ----------------------------------- | --------------- |
| آلبوم‌های چکی (آی‌اف‌پی‌آی)             | ۱               |
| آلبوم‌های اروپایی (میوزیک اند میدیا) | ۵۷              |
| آلبوم‌های ژاپنی (اوریکون)            | ۱۲۳             |
| آلبوم‌های لهستانی (زدپی‌ای‌وی)         | ۱               |
| آلبوم‌های روسی (اینترمدیا)           | ۱               |
| آلبوم‌های اسلواکی (آی‌اف‌پی‌آی)         | ۱               |

| جدول (۲۰۰۲)                 | جایگاه |
| --------------------------- | ------ |
| آلبوم‌های لهستانی (زدپی‌ای‌وی) | ۲      |

## گواهی‌نامه‌ها
| منطقه                            | گواهی  | واحد گواهی‌شده/فروش |
| -------------------------------- | ------ | ------------------ |
| جمهوری چک (ČNS IFPI)             | پلاتین | ۱۰٬۰۰۰             |
| لهستان (زدپی‌ای‌وی)                | پلاتین | ۹۴٬۰۰۰             |
| روسیه                            | —      | ۸۵۰٬۰۰۰            |
| خلاصه‌ها                          |        |                    |
| اروپا (آی‌اف‌پی‌آی)                 | پلاتین | ۱٬۰۰۰٬۰۰۰*         |
| جهانی                            | —      | ۲٬۰۰۰٬۰۰۰          |
| * رقم فروش تنها بر پایهٔ گواهی‌ها. |        |                    |